# Élie Diodati
Pour les articles homonymes, voir Diodati.
Élie Diodati, né à Genève en 1576 et mort à Paris en 1661, est un avocat, juriste et diplomate de la Seigneurie et République de Genève. Homme de réseau, intermédiaire précieux de la République des lettres de son temps, il a entretenu des amitiés étroites avec de grandes figures intellectuelles de son époque comme Grotius, Gassendi, les frères Dupuy, Peiresc, Schickard, etc. Son nom est essentiellement associé à celui de Galileo Galilei, dont il a contribué à faire connaître l'œuvre avant sa condamnation et à la sauver après sa mise à l'Index.

## Biographie
D’une famille protestante italienne originaire de Lucques réfugiée à Genève, Diodati s’installa en France, où il fut nommé avocat au Parlement de Paris. Ayant fait, lors d’un de ses voyages en Italie, la rencontre de Galilée, en 1626, il se lia d’amitié avec lui, établissant des liens à vie qu’il maintint au travers d’une intense correspondance. S’étant chargé de diffuser dans toute l’Europe les théories de son ami, il lui apporta son aide sur un certain nombre de questions sensibles. Dès le début de leur relation épistolaire, en 1620, il s’offrit comme intermédiaire pour la publication de ses œuvres de Galilée hors d’Italie. 
Il mit les contacts qu’il avait avec les principaux représentants de la culture européenne, comme Mersenne ou Grotius au service de l’enracinement de la pensée de Galilée sur la scène intellectuelle internationale. C’est ainsi qu’il fut le premier en France à recevoir un exemplaire de son Dialogue sur les deux grands systèmes du monde et qu'il a organisé sa traduction en latin par Bernegger à Strasbourg. L'ouvrage, intitulé Systema cosmicum, paraît en 1635 à Strasbourg et bénéficie de la force de diffusion des imprimeurs Elsevier. Avec la complicité de Galilée, Diodati se procura la fameuse Lettre à la grande-duchesse Christine, alors inédite, qu'il traduisit lui-même en latin et qu'il fit imprimer à Strasbourg dans la foulée du Systema cosmicum, en 1636. Ainsi, moins de trois ans après sa condamnation, Galilée, pourtant censé observer le silence absolu sur ses théories scientifiques controversées, pouvait savourer sa revanche : ses thèses étaient désormais accessibles à un large public européen, alors que ses œuvres ne pouvaient plus circuler en Italie.
De même, c’est lui qui, après l’interdiction par l’Inquisition romaine de la publication des œuvres de Galilée et l’échec de ses tentatives initiales de publication des Discorsi e Dimostrazioni Matematiche Intorno a Due Nuove Scienze, organisa, en mai 1636, la visite de Louis Elsevier (en) à Arcetri qui se traduisit par la publication de cet ouvrage, en 1638, à Leyde où l’Inquisition ne pouvait exercer son pouvoir. Afin de protéger Galilée, la préface déclare qu’un des élèves de Peter Crüger s’était rendu en 1632 en Italie pour y rencontrer Galilée et qu’il avait ramené son ouvrage à Bernegger pour le persuader de le traduire sans la permission de l’auteur. Celui-ci ne semble d’ailleurs pas avoir souffert de cette publication puisque, à son arrivée, en janvier 1639, dans les librairies romaines, la cinquantaine d’exemplaires de l’ouvrage se vendit rapidement et sans difficultés.

## Littérature
Elie Diodati est l'un des principaux protagonistes du roman de François Darracq, Splendor Veritatis, qui met en scène le sauvetage de l'œuvre de Galilée après la condamnation de 1632.